# 救育所ニ在ル孤児ノ後見職務ニ関スル法律
救育所ニ在ル孤児ノ後見職務ニ関スル法律（きゅういくしょにあるこじのこうけんしょくむにかんするほうりつ、明治33年3月13日法律第51号）は、救育所にある孤児の後見職務に関する法律である。この法律には題名が付されておらず、「救育所ニ在ル孤児ノ後見職務ニ関スル法律」というのはいわゆる件名である。

## 概要
第14回帝国議会において、衆議院提出の議員立法として制定された。
この法律は、提出時点では「孤児法」として全7条で構成され、孤児の定義と孤児が法律行為を行う場合について規定することにしていた。衆議院での審議により孤児の定義の規定は削除され、救育所に在る孤児について後見人の職務を行う者（第1条）、職務執行について勅令が例外を規定できる（第2条）、救育所に在る孤児でない未成年者についての規定（第3条）のみを規定することになった。民法の特例の面と社会福祉の面の両面があるが、副署大臣が内閣総理大臣と内務大臣であり司法大臣を含まないことから社会福祉法とされる。

### 附属法令
附属法令として次のものがある。
- 教育所ニ在ル孤児ノ後見職務執行ニ関スル特例（明治33年4月13日勅令第144号）
  - 救育所の孤児につき後見人の職務を遂行する場合の行政上の監督を規定するもの。
- 救育所ニ在ル孤児ニアラサル棄児迷児等ノ後見職務ニ関スル件（明治33年3月27日内務省令第11号）
  - 孤児ではないが、父又は母が親権を行うことが困難な状況にある救育所の迷子等の未成年者に、本法を準用することとするもの。

### 廃止
児童福祉法の一部を改正する法律（昭和26年6月6日法律第202号） により廃止された。
児童福祉法（昭和22年12月12日法律第164号）は、制定時点で第47条で
と規定したが、この時点では、救育所ニ在ル孤児ノ後見職務ニ関スル法律の改廃はされなかった。
その後児童福祉法の一部を改正する法律（昭和26年6月6日法律第202号）により児童福祉法が改正され、第47条が次のように改正されるとともに、救育所ニ在ル孤児ノ後見職務ニ関スル法律は廃止された。